# Bécheresse
Bécheresse é uma comuna francesa na região administrativa da Nova Aquitânia, no departamento de Charente. Estende-se por uma área de 8,38 km². Em 2010 a comuna tinha 298 habitantes (densidade: 35,6 hab./km²).